# Florian Trittel
Florian Johannes Trittel Paul (Münsterlingen, Suiza, 23 de mayo de 1994) es un deportista español que compite en vela en las clases Formula Kite, Nacra 17 y 49er; campeón olímpico en París 2024. Forma parte del equipo español de Sail GP. En 2024 fue elegido Regatista Mundial del Año de la ISAF.

## Trayectoria
Nació en Suiza, pero reside desde joven en España. Comenzó a navegar con seis años en el Club Náutico El Balís de San Andrés de Llavaneras, Barcelona. En 2012 se proclamó campeón mundial juvenil de la clase 29er.
Participó en dos Juegos Olímpicos de Verano, obteniendo una medalla de oro en París 2024, en la clase 49er (junto con Diego Botín), y el sexto lugar en Tokio 2020, en la clase Nacra 17 (con Tara Pacheco).
Ganó dos medallas en el Campeonato Europeo de Formula Kite, plata en 2014 y bronce en 2016. En la clase 49er consiguió tres medallas en el Campeonato Mundial de 49er, entre los años 2022 y 2024, y una medalla de oro en el Campeonato Europeo de 49er de 2022.
Estudió Administración de Empresas en la Universidad Abierta de Cataluña.

## Palmarés internacional
| Campeonato Europeo | Campeonato Europeo | Campeonato Europeo | Campeonato Europeo |
| Año                | Lugar              | Medalla            | Clase              |
| ------------------ | ------------------ | ------------------ | ------------------ |
| 2014               | ND ( Polonia)      | Medalla de plata   | Formula Kite       |
| 2016               | Cagliari (Italia)  | Medalla de bronce  | Formula Kite       |

| Juegos Olímpicos   | Juegos Olímpicos           | Juegos Olímpicos  | Juegos Olímpicos |
| Año                | Lugar                      | Medalla           | Clase            |
| ------------------ | -------------------------- | ----------------- | ---------------- |
| 2024               | París (Francia)            | Medalla de oro    | 49er             |
| Campeonato Mundial |                            |                   |                  |
| Año                | Lugar                      | Medalla           | Clase            |
| 2022               | St. Margarets Bay (Canadá) | Medalla de plata  | 49er             |
| 2023               | La Haya (Países Bajos)     | Medalla de bronce | 49er             |
| 2024               | Lanzarote (España)         | Medalla de bronce | 49er             |
| Campeonato Europeo |                            |                   |                  |
| Año                | Lugar                      | Medalla           | Clase            |
| 2022               | Aarhus (Dinamarca)         | Medalla de oro    | 49er             |